# 2862 Vavilov
2862 Vavilov este un asteroid din centura principală, descoperit pe 15 mai 1977 de Nikolai Cernîh.